# Ptolomeo VIII
Ptolomeo VIII Evérgetes II (Griego: Πτολεμαίος H' Ευεργέτης B' Φύσκων) (182 a. C.–26 de junio de 116 a. C.), apodado Fiscón (barrigón) por su obesidad, fue faraón de la dinastía ptolemaica de Egipto en 170-163 a. C. y 145-116 a. C.

## Biografía

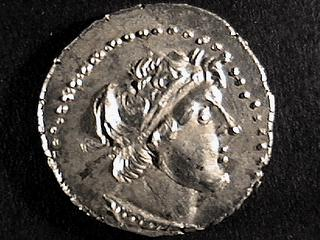
Didracma de plata de Ptolomeo VIII.

En 170 a. C. fue asociado al trono junto a sus hermanos Ptolomeo VI Filometor y Cleopatra II (también esposa de este último).
El mismo año Antíoco IV Epífanes invadió Egipto, pero permitió que Ptolomeo VI Filometor siguiera siendo titularmente faraón. Sin embargo el pueblo de Alejandría no aceptó la decisión y proclamó rey a su hermano Fiscón como Ptolomeo VIII.
Después que Antioco dejara Egipto (169 a. C.), Evergetes acordó gobernar conjuntamente con su hermano mayor Ptolomeo VI Filometor y con Cleopatra II. Este pacto provocó continuas intrigas, perdurando hasta octubre de 164 a. C., cuando Filometor fue a Roma para obtener el apoyo del Senado, viaje que resultó poco útil, pues Fiscón no era popular, y en mayo de 163 a. C. los dos hermanos acordaron un reparto que dejó a Fiscón al mando de Cirenaica.
Aunque el pacto duró hasta la muerte de Filometor, en 145 a. C., no cesaron las intringas. Fiscón convenció al Senado en apoyar sus pretensiones en Chipre, pero Filometor lo rechazó, y después de la fracasada tentativa de Fiscón para conquistar la isla, en 161 a. C., el Senado envió embajadores a la residencia de Filometor.
Alrededor de 156/155 a. C. Filometor intentó asesinar a Fiscón, pero no lo consiguió, y este viajó a Roma, mostró las cicatrices de las heridas que había recibido en la tentativa y a pesar de la oposición de Catón el Viejo, recibió el apoyo del Senado y recursos para otro intento de conquistar Chipre. Una inscripción registra que Fiscón habría legado Cirenaica a Roma si él moría sin descendencia, un hecho no mencionado en ningún registro literario.
La segunda tentativa contra Chipre también fracasó, y Filometor capturó a Fiscón, pero le perdonó, le ofreció la mano de su hija, Cleopatra Tea, y envió apoyos a Cirenaica.
En el año 153 a. C., pretendió en matrimonio a Cornelia, Hija de Escipión el Africano y madre de los Gracos (Tiberio y Cayo). Cornelia, rechazó casarse con el rey de Egipto, pues prefería consagrarse a la educación de sus hijos tras haber enviudado de Tiberio Sempronio Graco.
Cuando Filometor muere en la campaña de Siria contra Alejandro Balas, en 145 a. C., Cleopatra II proclama rey a su hijo Ptolomeo VII Neo Filopator, pero Fiscón retorna, y propone el casamiento y reinado conjuntos a su hermana Cleopatra II, lo que es aceptado. Durante el banquete de bodas, el joven Ptolomeo VII es asesinado, y Fiscón se proclama faraón, como «Ptolomeo VIII Evergetes II» (un nombre que evoca deliberadamente a su antepasado, Ptolomeo III Evergetes), en 144 a. C.
Fiscón cobró venganza contra los judíos e intelectuales de Alejandría que se le habían opuesto, ordenando purgas y expulsiones masivas que incluyeron a personajes como Aristarco de Samotracia y Apolodoro de Atenas, quedando Alejandría como una ciudad muy diferente de lo que había sido.

Expulsó a todos los intelectuales: filólogos, filósofos, profesores de geometría, músicos. pintores, maestros, médicos, y otros, con el resultado de que éstos «llevaron la educación griega a griegos y bárbaros de otros lugares»
Menecles de Barca

Por aquel tiempo se casó con Cleopatra III, la hija de su esposa, sin divorciarse previamente de Cleopatra II, que se puso furiosa. En 132-131 a. C., los ciudadanos de Alejandría se amotinaron e incendiaron el palacio real. Fiscón, Cleopatra III y sus hijos huyeron a Chipre; a la vez Cleopatra II proclamó rey a su hijo, de 12 años de edad (también hijo de Fiscon), Ptolomeo Menfita, pero Fiscón capturó al niño y lo asesinó, enviando el cuerpo desmembrado a Cleopatra.
La consiguiente guerra civil enfrentó a Cleopatra II y la población de Alejandría contra el resto del país, que apoyaba a Fiscón. Ella ofreció el trono de Egipto a Demetrio II Nicátor, pero este no pudo conquistar más que Pelusio, y en 127 a. C. Cleopatra II salió de Alejandría y huyó a Siria.
Cleopatra II, después de numerosas intrigas, acabó en Egipto en 124 a. C. de nuevo, y por esa época Fiscón organizó el matrimonio de su segunda hija con Cleopatra III, Cleopatra Trifena, con Antíoco VIII Gripo. Una amnistía formal se decretó en 118 a. C., pero fue insuficiente para consolidar la gobernación, y los romanos pronto estarían obligados a intervenir, poco tiempo después de su muerte, acaecida en 116 a. C.

## Testimonios de su época

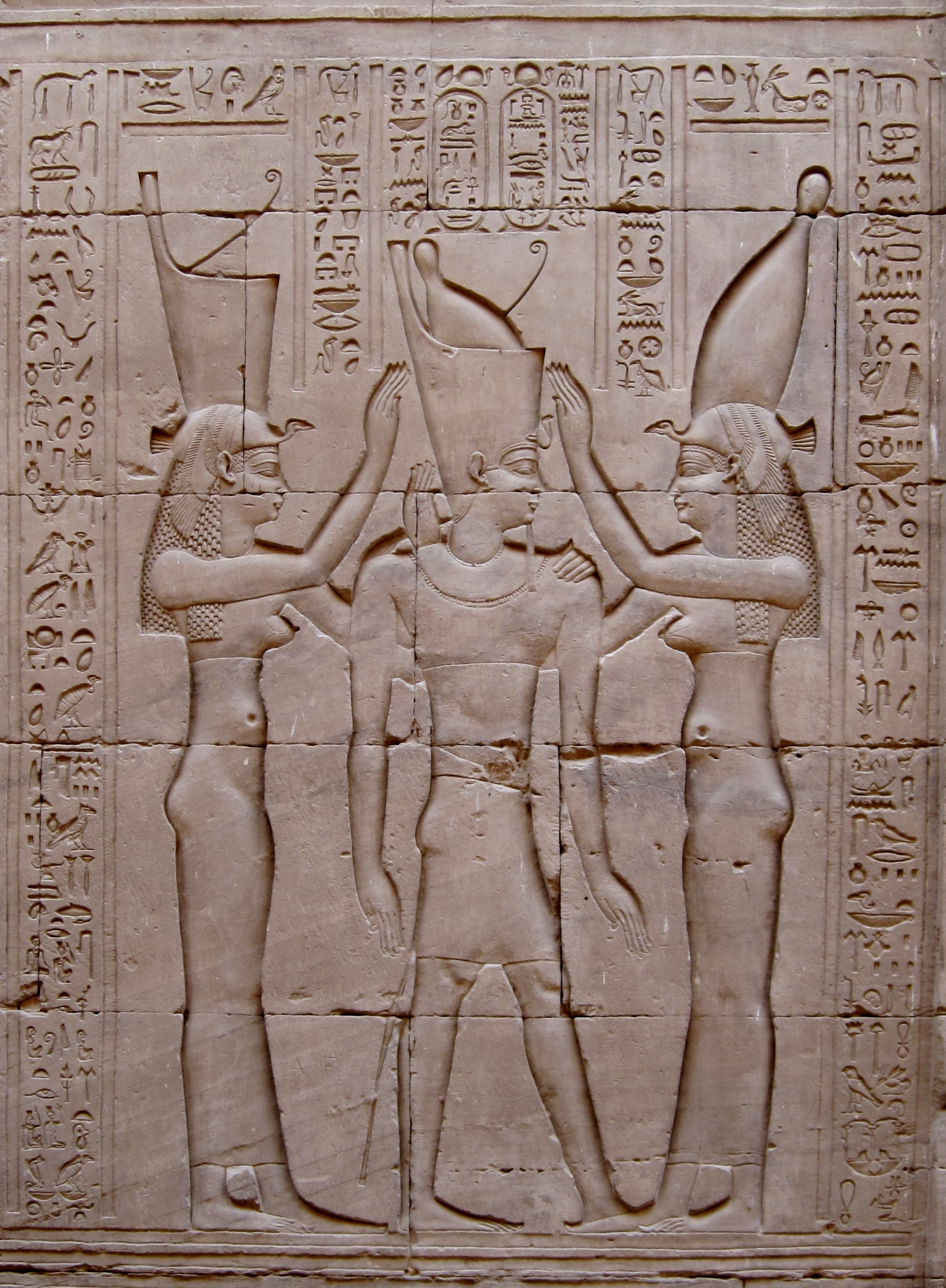
Ptolomeo VIII coronado por las diosas Uadyet y Nejbet en el templo de Edfu.

- Fortaleza del templo en Taposiris Magna (Arnold 1999:193)
- Capilla de la barca en Dendera (Arnold 1999:194)
- Puerta en Coptos (Arnold 1999:194)
- Trabajos en el templo de Montu en Medamud (Arnold 1999:194-197)
- Trabajos menores en Karnak (Arnold 1999:197)
- Pórtico en el templo de Amón en Medinet Habu (Arnold 1999:198)
- Templo pequeño en Qasr el-Aguz (Arnold 1999:198)
- El santuario de Amón, en el templo de Hatshepsut de Deir el-Bahari, fue transformado en una capilla para Imhotep (Arnold 1999:200)
- Trabajos en el templo de Horus en Edfu (Arnold 1999:200-202)
- Casa del nacimiento, mammisi, en Kom Ombo (Arnold 1999:202)
- Templo en Elefantina (Arnold 1999:202)
- Trabajos constructivos en File (Arnold 1999:202-204)
- El templo de Thot en Dakka fue agrandado (Arnold 1999:204)
- Naos de la diosa Isis en el templo de Debod

## Titulatura
- Nombre de Horus: Hunuheken-jentemanjefhernesetitef Mar-sepu Dyesermesehauefhenahepanj
- Nombre de Nebty: Seheruibtauy
- Nombre de Hor-Nub: Uerpehty Nebhabusedmiitefptah tatyenenitnecheru Itymira

| Titulatura | Jeroglífico | Transliteración (transcripción) - traducción - (referencias) |

| R8 | N8 | R8 | F44 · N35 | Q3 · X1 | V28 | U21 · N35 | D4 · Aa11 | C2 | C12 | S34 | S42 |

| R8 | N8 | R8 | F44 · N35 | Q3 · X1 | V28 | U21 · N35 | D4 · Aa11 | C2 | C12 | S34 | S42 |

| R8 | N8 | R8 | F44 · N35 | Q3 · X1 | V28 | U21 · N35 | D4 · Aa11 | C2 | C12 | S34 | S42 |

| R8 | N8 | R8 | F44 · N35 | Q3 · X1 | V28 | U21 · N35 | D4 · Aa11 | C2 | C12 | S34 | S42 |

| R8 | N8 | R8 | F44 · N35 | Q3 · X1 | V28 | U21 · N35 | D4 · Aa11 | C2 | C12 | S34 | S42 |

| R8 | N8 | R8 | F44 · N35 | Q3 · X1 | V28 | U21 · N35 | D4 · Aa11 | C2 | C12 | S34 | S42 |

| R8 | N8 | R8 | F44 · N35 | Q3 · X1 | V28 | U21 · N35 | D4 · Aa11 | C2 | C12 | S34 | S42 |

| R8 | N8 | R8 | F44 · N35 | Q3 · X1 | V28 | U21 · N35 | D4 · Aa11 | C2 | C12 | S34 | S42 |

| R8 | N8 | R8 | F44 · N35 | Q3 · X1 | V28 | U21 · N35 | D4 · Aa11 | C2 | C12 | S34 | S42 |

| R8 | N8 | R8 | F44 · N35 | Q3 · X1 | V28 | U21 · N35 | D4 · Aa11 | C2 | C12 | S34 | S42 |

| R8 | N8 | R8 | F44 · N35 | Q3 · X1 | V28 | U21 · N35 | D4 · Aa11 | C2 | C12 | S34 | S42 |

| R8 | N8 | R8 | F44 · N35 | Q3 · X1 | V28 | U21 · N35 | D4 · Aa11 | C2 | C12 | S34 | S42 |

| R8 | N8 | R8 | F44 · N35 | Q3 · X1 | V28 | U21 · N35 | D4 · Aa11 | C2 | C12 | S34 | S42 |

| R8 | N8 | R8 | F44 · N35 | Q3 · X1 | V28 | U21 · N35 | D4 · Aa11 | C2 | C12 | S34 | S42 |

| R8 | N8 | R8 | F44 · N35 | Q3 · X1 | V28 | U21 · N35 | D4 · Aa11 | C2 | C12 | S34 | S42 |

| R8 | N8 | R8 | F44 · N35 | Q3 · X1 | V28 | U21 · N35 | D4 · Aa11 | C2 | C12 | S34 | S42 |

| R8 | O1 | D21 · D54 | R8 | F44 · N35 | Q3 · X1 | V28 | U21 · N35 | D4 · Aa11 | C2 | C12 | S34 | S42 |

| R8 | O1 | D21 · D54 | R8 | F44 · N35 | Q3 · X1 | V28 | U21 · N35 | D4 · Aa11 | C2 | C12 | S34 | S42 |

| R8 | O1 | D21 · D54 | R8 | F44 · N35 | Q3 · X1 | V28 | U21 · N35 | D4 · Aa11 | C2 | C12 | S34 | S42 |

| R8 | O1 | D21 · D54 | R8 | F44 · N35 | Q3 · X1 | V28 | U21 · N35 | D4 · Aa11 | C2 | C12 | S34 | S42 |

| R8 | O1 | D21 · D54 | R8 | F44 · N35 | Q3 · X1 | V28 | U21 · N35 | D4 · Aa11 | C2 | C12 | S34 | S42 |

| R8 | O1 | D21 · D54 | R8 | F44 · N35 | Q3 · X1 | V28 | U21 · N35 | D4 · Aa11 | C2 | C12 | S34 | S42 |

| R8 | O1 | D21 · D54 | R8 | F44 · N35 | Q3 · X1 | V28 | U21 · N35 | D4 · Aa11 | C2 | C12 | S34 | S42 |

| R8 | O1 | D21 · D54 | R8 | F44 · N35 | Q3 · X1 | V28 | U21 · N35 | D4 · Aa11 | C2 | C12 | S34 | S42 |

| R8 | O1 | D21 · D54 | R8 | F44 · N35 | Q3 · X1 | V28 | U21 · N35 | D4 · Aa11 | C2 | C12 | S34 | S42 |

| R8 | O1 | D21 · D54 | R8 | F44 · N35 | Q3 · X1 | V28 | U21 · N35 | D4 · Aa11 | C2 | C12 | S34 | S42 |

| R8 | O1 | D21 · D54 | R8 | F44 · N35 | Q3 · X1 | V28 | U21 · N35 | D4 · Aa11 | C2 | C12 | S34 | S42 |

| R8 | O1 | D21 · D54 | R8 | F44 · N35 | Q3 · X1 | V28 | U21 · N35 | D4 · Aa11 | C2 | C12 | S34 | S42 |

| R8 | O1 | D21 · D54 | R8 | F44 · N35 | Q3 · X1 | V28 | U21 · N35 | D4 · Aa11 | C2 | C12 | S34 | S42 |

| R8 | O1 | D21 · D54 | R8 | F44 · N35 | Q3 · X1 | V28 | U21 · N35 | D4 · Aa11 | C2 | C12 | S34 | S42 |

| R8 | O1 | D21 · D54 | R8 | F44 · N35 | Q3 · X1 | V28 | U21 · N35 | D4 · Aa11 | C2 | C12 | S34 | S42 |

| R8 | O1 | D21 · D54 | R8 | F44 · N35 | Q3 · X1 | V28 | U21 · N35 | D4 · Aa11 | C2 | C12 | S34 | S42 |

|  | ỉwˁ nṯr.wy pr.wy stp n ptḥ ỉr mȝˁ.t rˁ sḫm ˁnḫ ỉmn (Iuaennecheruyperuy setepenptah irmaatra sejemanjenamon) Heredero de los dioses Epifanes, Quien lleva la justicia de Ra, Imagen viviente de Amón |

| Q3 · X1 | V4 | E23 · Aa15 | M17 | M17 | S29 | S34 | D&t&N17 | Q3 · X1 | V28 | U6 |

| Q3 · X1 | V4 | E23 · Aa15 | M17 | M17 | S29 | S34 | D&t&N17 | Q3 · X1 | V28 | U6 |

| Q3 · X1 | V4 | E23 · Aa15 | M17 | M17 | S29 | S34 | D&t&N17 | Q3 · X1 | V28 | U6 |

| Q3 · X1 | V4 | E23 · Aa15 | M17 | M17 | S29 | S34 | D&t&N17 | Q3 · X1 | V28 | U6 |

| Q3 · X1 | V4 | E23 · Aa15 | M17 | M17 | S29 | S34 | D&t&N17 | Q3 · X1 | V28 | U6 |

| Q3 · X1 | V4 | E23 · Aa15 | M17 | M17 | S29 | S34 | D&t&N17 | Q3 · X1 | V28 | U6 |

| Q3 · X1 | V4 | E23 · Aa15 | M17 | M17 | S29 | S34 | D&t&N17 | Q3 · X1 | V28 | U6 |

| Q3 · X1 | V4 | E23 · Aa15 | M17 | M17 | S29 | S34 | D&t&N17 | Q3 · X1 | V28 | U6 |

| Q3 · X1 | V4 | E23 · Aa15 | M17 | M17 | S29 | S34 | D&t&N17 | Q3 · X1 | V28 | U6 |

| Q3 · X1 | V4 | E23 · Aa15 | M17 | M17 | S29 | S34 | D&t&N17 | Q3 · X1 | V28 | U6 |

| Q3 · X1 | V4 | E23 · Aa15 | M17 | M17 | S29 | S34 | D&t&N17 | Q3 · X1 | V28 | U6 |

| Q3 · X1 | V4 | E23 · Aa15 | M17 | M17 | S29 | S34 | D&t&N17 | Q3 · X1 | V28 | U6 |

| Q3 · X1 | V4 | E23 · Aa15 | M17 | M17 | S29 | S34 | D&t&N17 | Q3 · X1 | V28 | U6 |

| Q3 · X1 | V4 | E23 · Aa15 | M17 | M17 | S29 | S34 | D&t&N17 | Q3 · X1 | V28 | U6 |

| Q3 · X1 | V4 | E23 · Aa15 | M17 | M17 | S29 | S34 | D&t&N17 | Q3 · X1 | V28 | U6 |

| Q3 · X1 | V4 | E23 · Aa15 | M17 | M17 | S29 | S34 | D&t&N17 | Q3 · X1 | V28 | U6 |

## Sucesión
| Predecesor: Ptolomeo VI Filomáter            | Faraón de Egipto (Dinastía Ptolemaica) 170-164 a. C. como corregente Ptolomeo VI Filomáter y Cleopatra II (180-164 a. C.) | Sucesor: Él mismo como único gobernante                         |
| Predecesor: Ptolomeo VI Filomáter y él mismo | Faraón de Egipto (Dinastía Ptolemaica) 164-163 a. C.                                                                      | Sucesor: Ptolomeo VI Filomáter                                  |
| Predecesor: Ptolomeo VII Neo Filopátor       | Faraón de Egipto (Dinastía Ptolemaica) 144-131 a. C. como corregente Cleopatra II y Cleopatra III                         | Sucesor: Cleopatra II                                           |
| Predecesor: Cleopatra II                     | Faraón de Egipto (Dinastía Ptolemaica) 126-116 a. C. como corregente Cleopatra II y Cleopatra III                         | Sucesor: Ptolomeo IX Sóter II                                   |
| Predecesor: Demetrio el Bello                | Rey de Cirene 163-144 a. C.                                                                                               | Sucesor: anexión al Egipto PtolemáicoPtolomeo Apión (116 a. C.) |

## En las artes
- En Museo de Bellas Artes de Budapest se encuentra la pintura "Cornelia rechaza la corona de Ptolomeo VIII" de Laurent de La Hyre, esta ilustra la fallida propuesta de matrimonio del Fiscón.
- En la miniserie "Las Cleopatras" de 1983, este faraón interpretado por Richard Griffiths es llamado exclusivamente por su apodo "Bot belly" (Barrigón), y aparece del capítulo 1 al 3.